# Incidente del vómito de George H. W. Bush
El incidente del vómito de George H.W. Bush fue un incidente diplomático ocurrido el 8 de enero de 1992. Fue protagonizado por el entonces presidente de los Estados Unidos George H.W. Bush, cuando éste vomitó accidentalmente sobre el regazo del primer ministro de Japón Kiichi Miyazawa, durante una visita diplomática.

## Consecuencias
El incidente fue ampliamente cubierto por los medios, llegando a salir en The New York Times. Al igual que sucedió en el incidente del conejo de Jimmy Carter y mucho antes con el incidente del zapato de Jrushchov, el asunto se convirtió rápidamente en motivo de sátira y comentario de la mayoría de comediantes estadounidenses. La ABC llegó a publicar algunas secuencias del presidente vomitando.
En sí misma, la cena en la que ocurrió era una recepción de Estado ofrecida por Japón a una delegación de 135 diplomáticos estadounidenses, que tenía lugar en la propia casa del primer ministro japonés. El evento se enmarcaba en una gira diplomática de doce días por diferentes países asiáticos.  
A raíz del suceso, en idioma japonés comenzó a usarse la expresión «bushu-suru» o «bushuru» con el significado de «vomitar embarazosamente en un acontecimiento público» o, literalmente, «hacer un Bush».